# Ерік Петтерссон (важкоатлет)
Ерік Петтерссон (швед. Erik Pettersson, 18 травня 1890 — 4 квітня 1975) — шведський важкоатлет.
Бронзовий призер Олімпійських Ігор 1920 року в категорії до 82,5 кг.